# افسانه بهاگات سینگ
افسانه بهاگات سینگ (به انگلیسی: The Legend of Bhagat Singh) فیلمی محصول سال ۲۰۰۲ و به کارگردانی راجکومار سانتوشی است. در این فیلم بازیگرانی همچون اجی دیوگن، سوشانت سینگ، دی. سانتوش، آکیلندرا میشرا، راج بابار، فریده جلال، آمریتا رایو، ماکش تیواری، سونیل گروور ایفای نقش کرده‌اند.
این فیلم به زندگی بهگت سنگه می‌پردازد.